# Борх, Эльна
Эльна Ингер Катрина Борх (дат. Elna Inger Cathrine Borch; 6 декабря 1869, Роскилле — 3 октября 1950) — датский скульптор.

## Биография

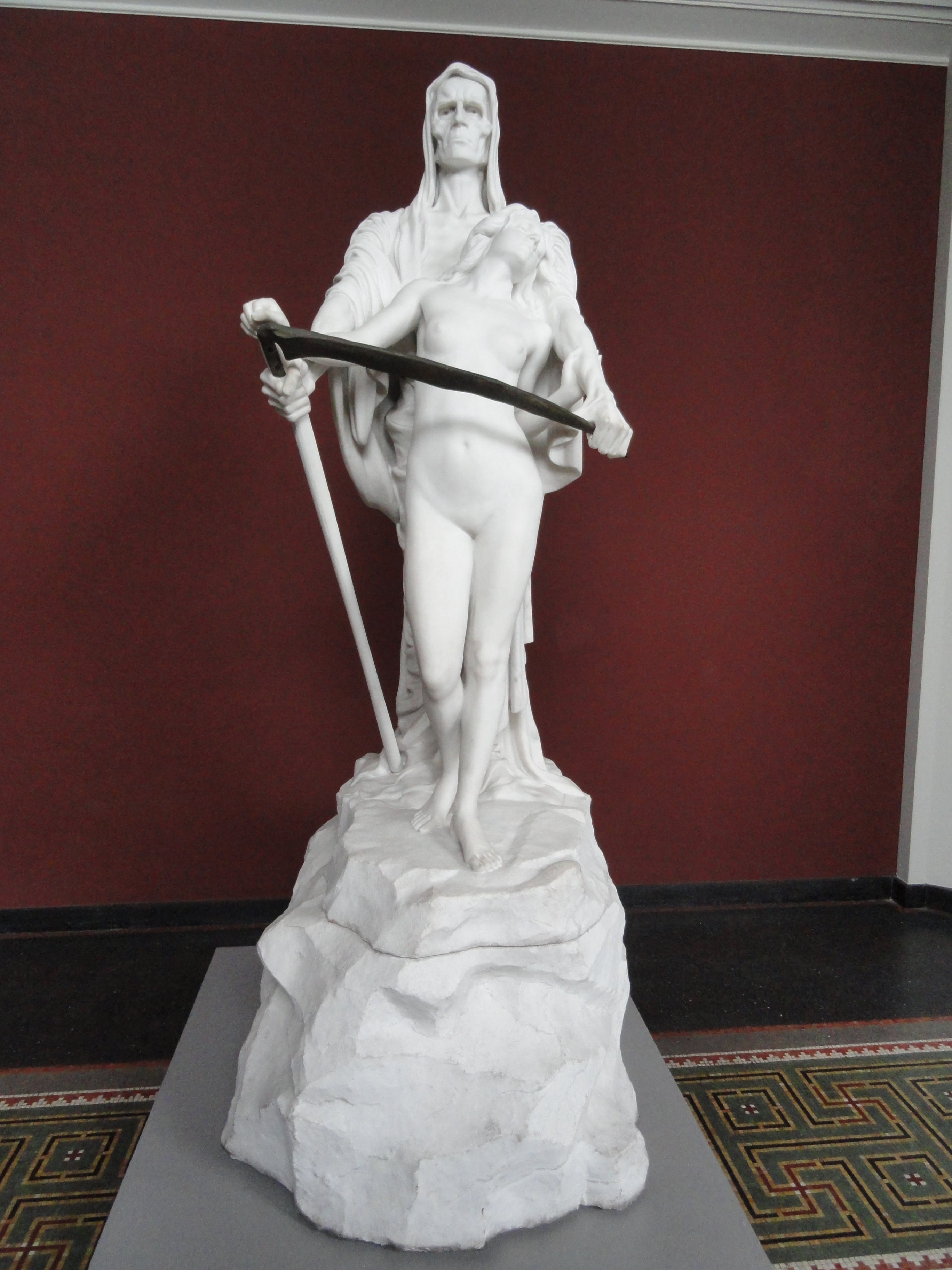
«Дева и Смерть», скульптура Эльны Борх

Эльна Борх родилась в городе Роскилле, в Дании. Она была дочерью Андерса Якоба Борха (1834—1904) и Марты Петрины Виллумсен (1845—1922). В её семье было множество художников, включая её дядю Якоба Корнерупа (1825—1913), который и научил её рисовать. Позднее Борх изучала скульптуру в Копенгагене у скульптора Августа Собюэ, который позднее стал её наставником, когда она училась в Женской художественной академии.
Борх получила возможность учиться за границей и в 1900 году переехала в Париж, а затем в Италию. Её художественный стиль в скульптуре развивался под влиянием натурализма и символизма. В Париже в 1901 году она изваяла бюст «Смеющегося Фавна», а в 1902 году посетила север Италии, где создала фигуру в трауре по мальчику, которая впоследствии получила премию Нойхаузена.
Эльна Борх заинтересовалась символизмом и стала одним из немногих датских скульпторов, использовавших эту форму выражения в своём творчестве. В 1905 году она создала свою одну из самых лучших работ, скульптуру «Дева и Смерть», имеющую чёткими стилистические отсылки к общемировому символизму. Она была первой женщиной-скульптором, представленным в копенгагенской Новой глиптотеке Карлсберга, где ныне находится её самая знаменитая скульптура «Дева и Смерть».
За границей её работы демонстрировались в 1927 году на Датской национальной выставке в Бруклине, штат Нью-Йорк. Борх также была вовлечена в борьбу за права животных. В 1936 году она была удостоена награды Tagea Brandts Rejselegat, датской премии для женщин, внесших значительный вклад в области науки, литературы или искусства.
Хотя её известные работы высоко ценятся арт-дилерами, Борх ныне в значительной степени остаётся забытой и мало известной широкой публике.